# S/S Amasis
S/S Amasis var ett tyskt torrlastfartyg som torpederades på svenskt territorialvatten av en brittisk ubåt den 9 april 1940. Vrakets position är 58°14′21.5″N 11°15′47″Ö / 58.239306°N 11.26306°Ö.

## Historik
Efter Altmarkaffären i februari 1940 kunde Tyskland inte lita på att Norge förhöll sig neutralt och måste därför säkra kontroll över Narvik och andra norska hamnar. Amasis deltog i Operation Weserübung, Tysklands invasion av Danmark och Norge, som inleddes den 9 april 1940.

### Torpederingen
Amasis lotsades från Vinga nordvart inom territorialgränsen. Strax efter att lotsen observerat skäret Tova upptäckte lotsen periskopet på en ubåt och gav styrmannen order att gira babord. 
Amasis träffades av en torped från den brittiska ubåten Sunfish. Fartygschefen J.E. Slaughter hade just erhållit befogenhet att sänka alla fientliga fartyg i Skagerack, civila såväl som militära. Torpederingen skedde på svenskt territorialvatten utanför Lysekil på den svenska västkusten den 9 april 1940, under Nazitysklands invasion av Norge. Den svenska lotsen Karl Gyllholm och besättningen kunde  gå i livbåtarna.

## Beskrivning
Amasis byggdes 1923 på Bremer Vulkans varv i Vegesack, Tyskland för Deutsche Dampfschifffahrts-Gesellschaft Hansa och såldes 1926 till Hamburg Amerika Linjen. Hon var ett kombinerat passagerar- och lastfartyg på 7 129 registerton. En ångturbin gav henne en marschfart på ca 12 knop.

### Fartygsdata
| Längd:      | 133 meter |
| Bredd:      | 17 meter  |
| Djupgående: | 6 meter   |
| Maskin:     | 3000 hk   |